# 21468 Saylor
21468 Saylor este un asteroid din centura principală de asteroizi.

## Descriere
21468 Saylor este un asteroid din centura principală de asteroizi. A fost descoperit pe 21 aprilie 1998 la Socorro, New Mexico, în cadrul proiectului LINEAR. Asteroidul prezintă o orbită caracterizată de o semiaxă mare de 2,68 ua, o excentricitate de 0,11 și o înclinație de 3,3° în raport cu ecliptica.